# Kalocheta villiersi
Kalocheta villiersi är en tvåvingeart som beskrevs av Vanschuytbroeck 1970. Kalocheta villiersi ingår i släktet Kalocheta och familjen styltflugor.
Artens utbredningsområde är Kongo. Inga underarter finns listade i Catalogue of Life.